# Thomas Bugnyar
Thomas Bugnyar (* 12. Juli 1971 in Eisenstadt) ist österreichischer Biologe und Verhaltensforscher.

## Leben
Thomas Bugnyar erlangte am Bundesgymnasium Mattersburg 1989 die Matura, studierte 1989 bis 1995 Biologie an der Universität Wien und schloss mit einem Diplom als Zoologe ab. Von 1996 bis 1998 war Projektassistent an der Konrad Lorenz Forschungsstelle Grünau. 1999 leistete er Zivildienst beim Roten Kreuz. Nach dem Doktorat 2001 an der Universität Wien war Bugnyar Gastwissenschaftler am Konrad Lorenz Institut für Evolutions- und Kognitionsforschung (KLI) in Altenberg. Mit einem Erwin-Schrödinger-Stipendium vom FWF forschte Bugnyar von 2001 bis 2003 an der University of Vermont. Mit dem FWF-Rückkehrstipendium baute Bugnyar eine Forschungsgruppe an der Konrad Lorenz Forschungsstelle in Grünau auf. 2007 war Thomas Bugnyar Lecturer an der University of St Andrews, Schottland. 2008 habilitierte Bugnyar in Kognitionsbiologie an der Universität Wien. 2008 bekam er einen Ruf als W3-Professor an die Universität Tübingen; 2009 einen Ruf an die Universität Wien. 2010 war Thomas Bugnyar Mitbegründer des Departments für Kognitionsbiologie an der Universität Wien und der Forschungsanlage am Haidlhof, Bad Vöslau. 2013 wurde Thomas Bugnyar als Mitglied in die Junge Kurie der Österreichischen Akademie der Wissenschaften aufgenommen.
Thomas Bugnyar hat seit Jänner 2013 eine Professur für Kognitive Ethologie an der Fakultät für Lebenswissenschaften der Universität Wien und ist Leiter des Departements für Kognitionsbiologie.

## Forschungsgebiete
- Evolution von Intelligenz
- Kognitive Anforderungen des Soziallebens (soziale Intelligenz)
- Höhere kognitive Fähigkeiten bei Vögeln und Primaten

## Publikationen
- 1997 Bugnyar, T. & Huber, L.: Push or pull: An experimental study on imitation in common marmosets (Callithrix jacchus). Animal Behaviour 54, 817–831.
- 2002 Bugnyar, T. & Kotrschal, K: Observational learning and the raiding of food caches in ravens, Corvus corax: Is it "tactical deception"? Animal Behaviour 64, 185–195.
- 2004 Bugnyar, T. & Kotrschal, K.: Leading a conspecific away from food in ravens, Corvus corax? Animal Cognition 7, 69–76.
- 2004 Bugnyar, T., Stöwe, M. & Heinrich, B.: Ravens, Corvus corax, follow gaze direction of humans around obstacles. Proceedings Royal Society London Series B 271, 1331–1336.
- 2005 Bugnyar, T. & Heinrich, B.: Food-storing ravens differentiate between knowledgeable and ignorant competitors. Proceedings Royal Society London Series B 272, 1641–1646.
- 2007 Bugnyar, T., Schwab, C., Schloegl, C., Kotrschal, K. & Heinrich, B.: Ravens judge competitors through experience with play caching. Current Biology, 17, 1804–1808.
- 2007 Heinrich, B. & Bugnyar, T.: Raven intelligence. Scientific American, April 2007
- 2011 Bugnyar, T., Pika, S.: The use of referential gestures in ravens (Corvus corax) in the wild. In: Nature Communications 2, 560, doi:10.1038/ncomms1567, 29. November 2011

## Auszeichnungen
- 2006 Niko-Tinbergen-Preis der Ethologischen Gesellschaft[3]
- 2007 Start-Preis des Fonds zur Förderung der wissenschaftlichen Forschung (FWF)
- 2023 Wissenschaftsbuch des Jahres für Raben. Das Geheimnis ihrer erstaunlichen Intelligenz und sozialen Fähigkeiten
- 2023 Wissenschaftspreis des Landes Niederösterreich (Würdigungspreis)[4]